# Amanda Carter
Amanda Carter (nascida em 16 de julho de 1964) é uma atleta paralímpica australiana que compete na modalidade basquetebol em cadeira de rodas. Diagnosticada com mielite transversa aos 24 anos de idade, começou a jogar basquetebol em cadeira de rodas em 1991 e integrou a equipe australiana feminina da mesma modalidade, as Gliders, em três Jogos Paralímpicos de 1992 a 2000. Uma lesão em 2000 a forçou a se retirar do esporte, mas voltou à equipe nacional e foi integrante da equipe que representou a Austrália e conquistou a medalha de prata nos Jogos Paralímpicos de Verão de 2012 em Londres, Reino Unido. Também foi medalha de prata em Sydney 2000. Integrou a equipe nacional feminina que ficou com medalha de bronze no mundial da mesma modalidade em 1994 e 1998.

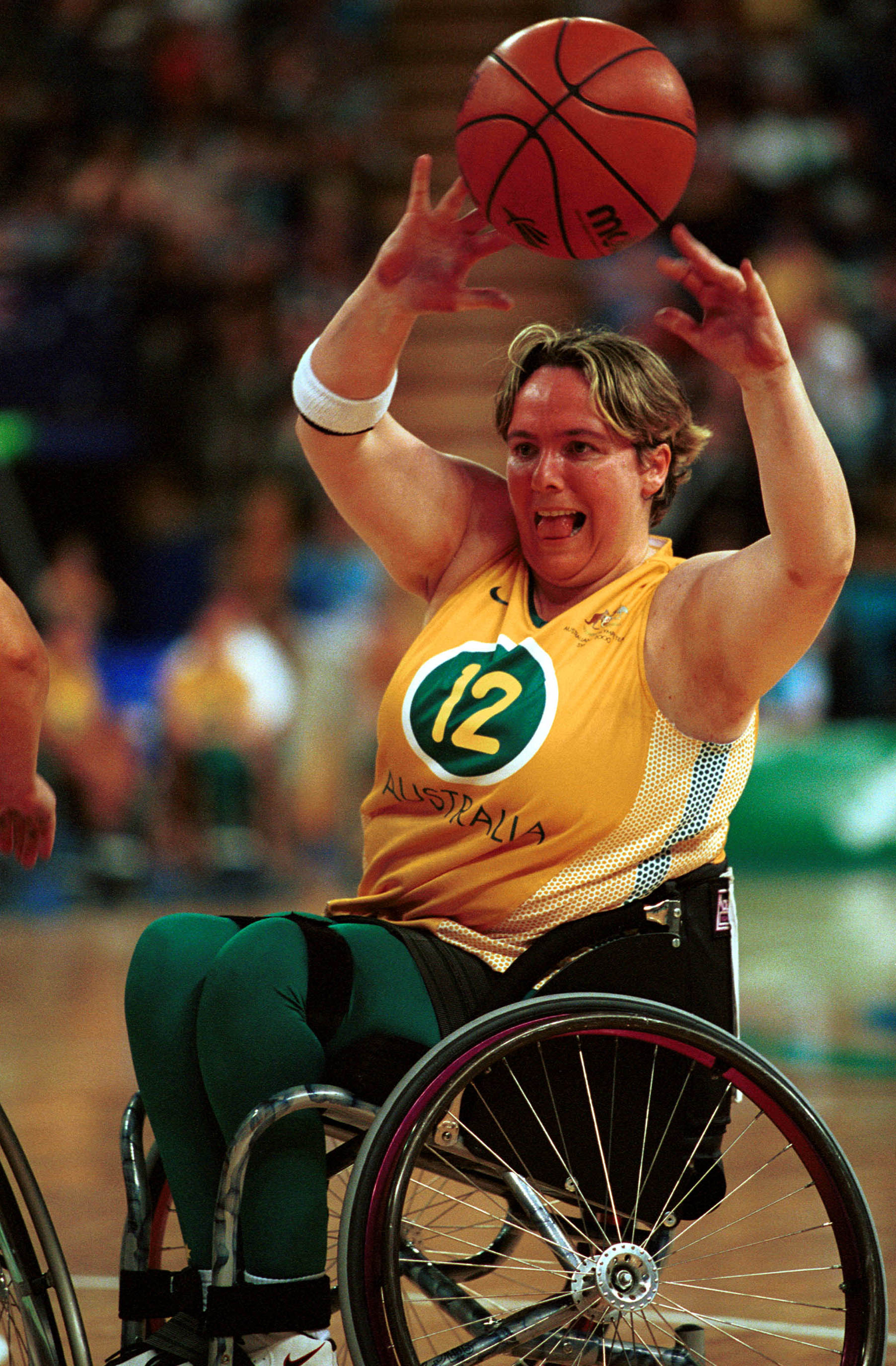
Amanda durante os Jogos Paralímpicos de Sydney 2000.